# 奥帕洛卡 (佛罗里达州)
奥帕洛卡（英語：Opa-locka）是美国佛罗里达州迈阿密-戴德县的一座城市，占地约4.1平方英里（11平方公里），属于南佛罗里达迈阿密都会区的一部分。根据2020年美国人口普查数据，该市人口为16,463人，较2010年的15,219人有所增长。这座城市位于迈阿密市中心以北12英里处，北接迈阿密花园，东邻比斯坎花园（非建制地区），南靠韦斯特维尤（非建制地区），西南与海厄利亚接壤。
城市名称源自塞米诺尔印第安语地名“Opa-tisha-wocka-locka”的缩写，意为“树木繁茂的高地”或“被树林和沼泽覆盖的大岛”。1926年，美国飞行员兼实业家格伦·柯蒂斯在佛罗里达地产热潮中创建了这座城市。柯蒂斯受到中东民间故事《一千零一夜》的启发，将奥帕洛卡设计成具有独特阿拉伯或摩尔式建筑风格的城市。来自纽约的城市规划师克林顿·麦肯（Clinton McKenzie）齐负责整体设计，借鉴了当时盛行的花园城市运动理念，而美国建筑师伯恩哈特·E·穆勒则具体执行了这一异域风情的设计方案。城市拥有西半球最大规模的摩尔复兴风格建筑群，其中有20座已被列入国家史迹名录。
奥帕洛卡的城市规划极具特色，街道名称如沙赫拉扎德大道、辛巴达大街、苏丹大道、阿里巴巴大街等都呼应着《一千零一夜》的主题。最初的城市建设包括100多座带有圆顶、尖塔、撒拉逊拱门、瞭望塔和外部螺旋楼梯的建筑，以及酒店、动物园、高尔夫球场、射箭俱乐部、游泳池、机场和火车站。1926年5月，奥帕洛卡正式建制为镇，同年9月的飓风虽然重创南佛罗里达，但奥帕洛卡基本幸免于难。
航空历史与这座城市的发展密不可分。1933年，美国海军在奥帕洛卡机场设立基地。德国齐柏林飞艇曾将迈阿密海军航空站（后恢复为奥帕洛卡机场）作为其国际航线的日常航点之一。1937年，阿梅莉亚·埃尔哈特从当时的迈阿密市政机场（位于现今奥帕洛卡南部）启程，开始了她的环球飞行之旅，惟不久之后在飞越太平洋途中失踪。1950年代，随着海军航空基地的关闭，奥帕洛卡开始衰落，但迈阿密-奥帕洛卡行政机场至今仍是该市最重要的地标之一。
现今的奥帕洛卡是一个以非裔美国人为主的城市，市政领导和管理人员主要由非裔人士担任。城市每年在市政厅举办“阿拉伯之夜”节庆活动，以纪念其文化根源。交通方面，西北第135街东西向贯穿城市中心，由迈阿密-戴德运输营运的迈阿密都会巴士线覆盖主要道路，三县通勤铁路在该市境内设奥帕洛卡站，位于阿里巴巴大街和沙赫拉扎德大道的交叉路口处。